# Der Teufelsgeiger
Der Teufelsgeiger (Originaltitel: Paganini: The Devil’s Violinist) ist eine Filmbiografie des Regisseurs und Drehbuchautors Bernard Rose über den Geiger und Komponisten Niccolò Paganini. Verkörpert wird Paganini im Film vom deutschen Violinisten David Garrett.

## Handlung
Der Film setzt mit einer Szene ein, in der Niccolò Paganini nur mäßigen Erfolg beim Publikum hat. Aber einer im Publikum erkennt sein Talent: Urbani, der noch am gleichen Abend zu Paganini kommt und mit ihm einen Vertrag als sein Manager abschließt. Dabei werden Anspielungen auf einen Teufelspakt gemacht („jetzt diene ich Ihnen, wenn wir uns im Jenseits wiedersehen, werden Sie mir dienen“).
Urbani vermarktet Paganini gut, muss aber auch erleben, dass dieser sein Geld schnell wieder verspielt. Im Jahr 1830 ist Paganini auf dem Höhepunkt seiner Karriere. Um seine Person ranken sich Geheimnisse, und Urbani tut alles, um die zirkulierenden Skandalgeschichten lebendig zu halten. Schließlich hat er starkes Interesse daran, seinen berühmten Klienten bestmöglich zu vermarkten. Einzig das Londoner Publikum muss noch gewonnen werden. Um Paganini zu seinem ersten Auftritt nach London zu bewegen, riskieren der britische Impresario John Watson und seine Geliebte Elisabeth Wells ihren gesamten Besitz.
Dem geschäftstüchtigen Urbani gelingt es schließlich, Paganini gegen seinen Willen in die englische Metropole zu bringen. Dank der Berichterstattung der Journalistin Ethel Langham scheint das Vorhaben von Erfolg gekrönt zu sein. Es kommt zu tumultartigen Menschenaufläufen vor seinem Hotel, so dass der Musiker und sein Manager bei Watson Unterschlupf suchen müssen. Hier findet Paganini schnell Gefallen an Charlotte, der schönen Tochter seines Gastgebers. Über die Musik finden sie und Paganini zueinander. Er verliebt sich in die junge Sängerin. Urbani befürchtet jedoch, seinen Einfluss auf seinen Schützling zu verlieren, und schmiedet einen teuflischen Plan: Der medikamentenabhängige Paganini erhält im betrunkenen Zustand Besuch von einer Prostituierten, die er für Charlotte hält. Gleichzeitig lockt Urbani Charlotte zu Paganini ins Hotel, und sie sieht, wie diese Frau aus Paganinis Zimmer kommt und offensichtlich Sex mit ihm hatte. Anschließend erscheint Paganini und fragt verwirrt, was los ist, womit das Verhältnis zu Charlotte beendet ist, bevor es richtig begonnen hat.
Paganini feuert Urbani, arrangiert sich aber bald wieder mit ihm. Bei dieser Gelegenheit sagt Urbani: „Ich bin nicht der Teufel, sondern ich diene ihm“, um anschließend zu versichern, dass er Paganinis Diener sei. Sie verlassen London, und in Paris beteiligt sich Paganini an einem Casino, in dem er auch auftritt. Seine Versuche, Charlotte brieflich zu versöhnen, enden abrupt, als sie ihm mitteilt, dass sie geheiratet hat. Kurz darauf gerät das Casino in Schwierigkeiten, Paganini trennt sich endgültig von Urbani und zieht nach Italien. Aber wie von Urbani vorhergesagt, kann er ohne ihn nicht leben: seine Krankheiten verschlimmern sich, und auf dem Sterbebett verweigert er die katholischen Sterbesakramente. Im Abspann wird erwähnt, dass ihm ein kirchliches Begräbnis verweigert wurde.

## Produktion
Der Teufelsgeiger ist eine „Summerstorm Entertainment Produktion“ in Koproduktion mit Dorfilm, Construction Filmproduktion, dem Bayerischen Rundfunk und Arte in Zusammenarbeit mit Bavaria Film Partners, Bahr Productions, FilmConfect, Sky, ORF und Film House Germany.
Hauptdarsteller David Garrett fungierte auch als ausführender Produzent. Veronica Ferres war Koproduzentin. Gefördert wurde der Film von FFF Bayern, FFA und DFFF sowie FFW, ÖFI und FISA in Österreich. Filmstart in Deutschland war am 31. Oktober 2013.

## Kritik
Der Film stieß auf durchwachsene Kritiken. Die dünne Handlung wurde bemängelt, jedoch werden besonders Garretts musikalisches Talent und das Schauspiel von Jared Harris und Andrea Deck, die im Teufelsgeiger ihre erste große Rolle spielt, gelobt.

„Aber hier sind auch die Stärken des Films. Denn Garrett kann wirklich spielen – nicht nur Geige, was dem Film auch eine seltene Echtheit verleiht.“

„Dass der Film schauerlich missglückt ist, liegt überraschenderweise nicht am Neuschauspieler Garrett. Dessen darstellerisches Vermögen fällt kaum ab im Vergleich zu den Profikollegen wie Veronica Ferres, die den erschreckend leblosen Film koproduziert hat.“

„Ach, Ach, dreimal Ach: Als Musiker ist David Garrett ein Weltstar. Als Schauspieler scheitert er grandios. […] Nebenhandlungen werden aufgeplustert, um zu überdecken, wie dünn der Hauptstrang ist. Und die anderen Schauspieler wurden wohl angewiesen, schwächer zu spielen, um den armen Garrett nicht so traurig aussehen zu lassen.“

„Fazit: Liebe, Musik, Intrigen – trotz der richtigen Zutaten fehlt diesem Kostümfilm die Würze“

„Das Problem ist aber: Der 33-jährige Garrett ist Musiker und kein Schauspieler. […] Tempo nimmt der ‚Teufelsgeiger‘ nur auf, wenn Garrett das tut, was er wirklich gut kann: geigen wie der Teufel. […] Und weil die Filmmusik mit den Werken Paganinis wirklich mehr als hörenswert ist, lohnt der Kauf der CD vielleicht mehr als ein Kinobesuch.“

„Der Teufelsgeiger ist aufwendig gestaltetes, nicht besonders akkurates Historienkino, das zu sehr ins Melodramatische abrutscht. Eine Künstlerbiographie wird hier zu wenig mehr als einer handelsüblichen Romanze, akzentuiert nur von einer Teufelei, die vielleicht gar keine ist. Das alles ist gediegen, nicht besonders spannend, aber nett anzusehen.“

„‚Der Teufelsgeiger‘, der in seinen besten Momenten an überkandidelte, bunte europäische Produktionen aus den 70er Jahren erinnert, [krankt] oft aber an einem unbestimmten Drehbuch. Und Hauptdarsteller David Garrett kann hervorragend Geige spielen, ist aber kein charismatischer Schauspieler.“